# 沢住検校
沢住 検校（さわずみ けんぎょう、生没年不詳）は、室町時代後期から江戸時代初期にかけて活躍した筝曲作曲家、三味線奏者である。沢角とも表記される。浄瑠璃に三味線を加えた組歌を創始した事で知られている。

## 経歴・人物
若くして失明し、虎沢検校の門人となり彼が創始した三味線の技法を学ぶ。後に検校（勾当）となり、滝野検校と共に当時流行していた人形浄瑠璃に三味線の組歌を取り入れるという新しい組歌が誕生した。
後に山野井検校の師匠となり、浄瑠璃の芸者でもある薩摩浄雲を生み出す等、浄瑠璃における革新に貢献した。また、後に生み出す浄瑠璃一門の竹澤、鶴澤、野澤、豊澤等は彼の名に由来するといわれている。大阪府大阪市天王寺区に所在する生國魂神社の境内にある浄瑠璃神社は沢住の名の祭神となっている。

## 主な作品
- 『浄瑠璃物語』